# Claudius Voillo
Claudius Voillo, auch Claus Voilo (* in Lothringen; wirksam ca. 1621–1650 in Deutschland) war ein wandernder französischer Glockengießer der ersten Hälfte des 17. Jahrhunderts.

## Leben und Werk

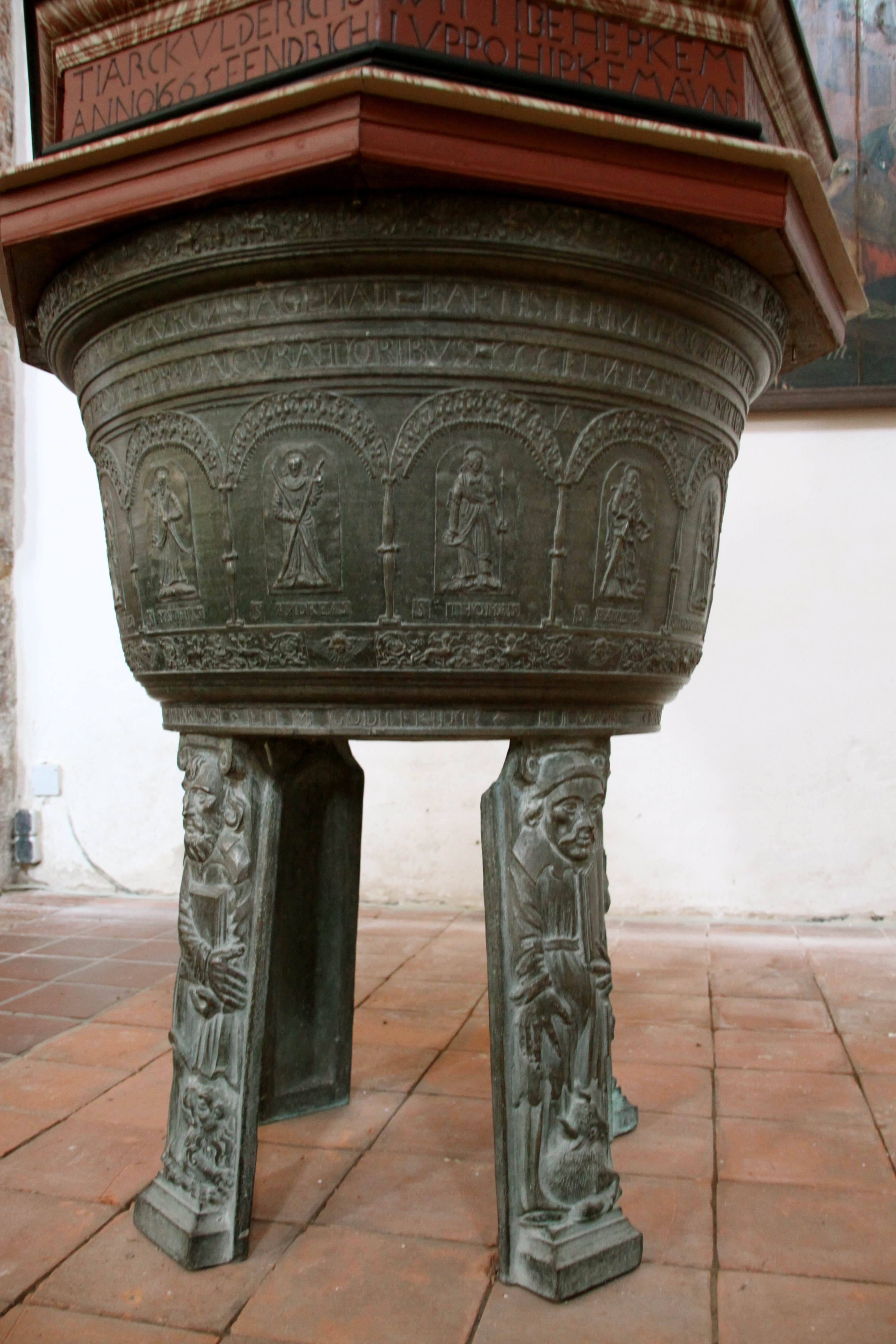
Fünte in Engerhafe

Die näheren Lebensdaten von Voillo sind nicht bekannt. Er ist als wandernder Glockengießer zunächst durch seine gemeinsamen Glockengüsse mit dem Lothringer Franciscus Racle (auch Ragle) aufgrund der Inschriften in den von ihnen gegossenen Glocken nachgewiesen. Der erste dokumentierte Glockenguss erfolgte 1621 für die Kirche in Hillensberg, der nächste in einem zeitlichen Abstand von zehn Jahren waren zwei Glocken für die Kirche in Wasungen. Später arbeitete er mit dem Lothringer Wandergießer Gottfried Baulard (auch Boulard) im Raum zwischen Ems und Weser zusammen. Hier entstanden
- 1644 gemeinsam mit dem dritten Gießer C. Gage die Glocke für die Evangelisch reformierte Kirche in Weenermoor mit dem Ton fis'[3]
- 1645 die Schlagglocke für die Uhr im Dachreiter der St.-Lamberti-Kirche in Eckwarden[4]
- 1646 die Bronzefünte für die Kirche Johannes der Täufer in Engerhafe
- 1647 die große Läuteglocke, Schlagton d', der Kirche in Dornum.
- 1650 ausweislich der Inschrift M. Claudius Voillo et Gotfried Baulard me fecerunt die Glocke für die Kirche (heute Emsland-Dom) in Haren
- 1650 im August ausweislich der Inschrift Claudius Voillo (und) Gotfried Baulard eine Glocke für die Dreifaltigkeitskirche in Oldenburg-Osternburg[5]

Er wird in der Literatur als Bruder des ebenfalls aus Lothringen stammenden Wandergießers Stephan Wollo (Voillo) angesehen, der von 1649 bis 1670 im Raum nördlich der Elbe in Holstein und Mecklenburg-Schwerin nachgewiesen ist und von 1658 bis 1668 in Lübeck wohnte.